# 性工作者權利
性工作者權利一詞旨在為性工作者及其客戶定義出其所應擁有的人權、勞工權以及健康權。雖然各種相關社會運動的目的彼此不盡相同，但大部分都一致得在努力消除大眾對性工作的偏見，並且追求其在法律上的合法化，以讓性工作者不管在地方或國際層面上都得到公平的對待。
性工作一詞主要是指的是賣淫者，但也包括成人影片表演者、色情電話員、脫衣舞表演者，以及其他相關的服務人員。甚至有人將性工作一詞擴展至前述人員旁支的支持人員，如色情行業主管、經紀人、攝影師、俱樂部保鑣等等。此外，由於有一群人持續將賣淫視作一種被壓迫的行為，並且不斷地試圖將其列為非法行為，因而導致大多數關於性工作的爭論都被歸類為女性議題；然而事實上，賣淫行業中也有許多男性與性別酷兒的服務人員，代表性工作並非僅涉指女性。大部分的性工作者不希望被歸類為罪犯，他們認為那些反對賣淫、色情片等的法律是在侵犯他們的權利。
自從紅雨傘標誌在西元2001年義大利第四十九屆威尼斯雙年展中被使用後，紅雨傘已成為國際上象徵性工作者權利的標誌。

## 人權議題
國際人權組織，期望將性工作除罪化，認為性交易除罪化之後，性工作者能受到更好的人權和法律保護。若性交易合法化，性工作者在工作中受到傷害可以尋求執法單位的保護，讓性工作者免受於剝削。若將性交易定為非法，性工作者的人權會被邊緣化，個人無法享受法律的平等保護，應創造一個能令性工作者能安全平等的工作就業的環境。